# Leslie Morgenstein
Leslie Morgenstein (...) è un produttore televisivo statunitense.
Ha svolto il ruolo di produttore esecutivo in molte serie televisive, tra cui Gossip Girl e The Vampire Diaries.

## Filmografia

### Produttore esecutivo

#### Cinema
- 4 amiche e un paio di jeans (The Sisterhood of the Traveling Pants), regia di Ken Kwapis (2005)
- 4 amiche e un paio di jeans 2 (The Sisterhood of the Traveling Pants 2), regia di Sanaa Hamri (2008)
- Sex Movie in 4D (Sex Drive), regia di Sean Anders (2008)
- The Clique, regia di Michael Lembeck (2008)

#### Televisione
- Samurai Girl – miniserie TV, 6 episodi (2008)
- Privileged – serie TV, episodio 1x01 (2008)
- Private – serie TV (2009)
- Huge - Amici extralarge (Huge) – serie TV, 10 episodi (2010)
- Hollywood Is Like High School with Money – serie TV, 10 episodi (2010)
- Le nove vite di Chloe King (The Nine Lives of Chloe King) – serie TV, 10 episodi (2011)
- The Lying Game – serie TV, 4 episodi (2011)
- First Day – serie TV, 10 episodi (2010-2011)
- Wendy – serie TV, 5 episodi (2011)
- Talent: The Casting Call – serie TV, 4 episodi (2011)
- Nemici per la pelle (Frenemies), regia di Daisy von Scherler Mayer – film TV (2012)
- The Secret Circle – serie TV, 16 episodi (2011-2012)
- Dating Rules from My Future Self – serie TV, episodi 2x01-2x02 (2012)
- How to Rock – serie TV, episodio 1x24 (2012)
- 666 Park Avenue – serie TV, 6 episodi (2012)
- The Vampire Diaries – serie TV, 171 episodi (2009-2017)
- Gossip Girl – serie TV, 76 episodi (2007-2012)
- Pretty Little Liars – serie TV, 29 episodi (2010-2017)
- Legacies – serie TV, 16 episodi (2018-2022)
- The 100- serie Tv 71 episodi (2014-2020)